# Ah ! La danse atomique
Ah ! La danse atomique (T'as qu'à Ra Boum Dié !) est une chanson française de Henri Bourtayre et de Maurice Vandair créée par Henri Decker. L'accordéoniste Louis Ledrich l'a également interprétée, ainsi qu'Émile Prud'homme et Lucien Jeunesse.

## Partition
- Ah! La danse atomique, sur les motifs de T'as qu'à Ra Boum Dié !, Maurice Vandair parolier, Henri Bourtayre compositeur, Jacques Hélian et son orchestre interprète, Beuscher, Paris, 1946.